# WTA Austrian Open 2002
Il WTA Austrian Open 2002 è stato un torneo di tennis giocato sulla terra rossa. È stata la 31ª edizione del torneo, che fa parte della categoria Tier III nell'ambito del WTA Tour 2002. Si è giocato a Vienna in Austria, dal 10 al 15 giugno 2002.

## Campionesse

### Singolare
Anna Smashnova ha battuto in finale  Iroda Tulyaganova con il punteggio di 6–4, 6–1.

### Doppio
Petra Mandula /  Patricia Wartusch hanno battuto in finale  Barbara Schwartz /  Jasmin Wöhr con il punteggio di 6–2, 6–4.